# Canottaggio ai Giochi della XIX Olimpiade - Due con maschile
La competizione del Due con maschile dei Giochi della XIX Olimpiade si è svolta nei giorni dal 13 al 19 ottobre 1968 nella Pista Olímpica de Remo y Canotaje Virgilio Uribe del Canal de Cuemanco, Città del Messico.

## Programma
| Data            | Round        | Note                                               |
| --------------- | ------------ | -------------------------------------------------- |
| 13 ottobre 1968 | 3 Batterie   | I primi due in semifinale. I restanti ai recuperi. |
| 15 ottobre 1968 | 2 Recuperi   | I primi tre in semifinale.                         |
| 17 ottobre 1968 | 2 Semifinali | I primi tre in Finale A. I restanti in finale B.   |
| 18 ottobre 1968 | Finale B     |                                                    |
| 19 ottobre 1968 | Finale A     |                                                    |

## Risultati

### Batterie
| Pos. | Nazione          | Atleti                                                       | Totale  | Nota |
| ---- | ---------------- | ------------------------------------------------------------ | ------- | ---- |
| 1    | Romania          | Gheorghe Moldoveanu, Ştefan Tarasov Tim. Ladislau Lovrenschi | 8'13"31 | Q    |
| 2    | Germania Ovest   | Bernhard Hiesinger, Rolf Hartung Tim. Lutz Benter            | 8'19"78 | Q    |
| 3    | Spagna           | Ángel Urrutia, Miguel Solano Tim. Filiberto Marco            | 8'33"45 |      |
| 4    | Cecoslovacchia   | Karel Kolesa, Ivan Miluška Tim. Karel Kovář                  | 9'02"98 |      |
| 5    | Uruguay          | José Ahlers, Emilio Ahlers Tim. Luis Colman                  | ST      |      |
| 6    | Unione Sovietica | Leonid Drachevsky, Tiit Helmja Tim. Igor Rudakov             | ST      |      |

| Pos. | Nazione     | Atleti                                                | Totale  | Nota |
| ---- | ----------- | ----------------------------------------------------- | ------- | ---- |
| 1    | Bulgaria    | Georgi Atanasov, Georgi Nikolov Tim. Veselin Staevski | 8'11"13 | Q    |
| 2    | Stati Uniti | Bill Hobbs, Richard Edmunds Tim. Stewart MacDonald    | 8'12"48 | Q    |
| 3    | Francia     | Yves Fraisse, Joseph Szostak Tim. Richard Lippi       | 8'12"88 |      |
| 4    | Argentina   | Rostislav Peterka, Diego Nedelcu Tim. Carlos Otero    | 8'20"38 |      |
| 5    | Cuba        | Mario Tabio, Teófilo López Tim. Jesús Rosello         | 8'23"39 |      |
| 6    | Svizzera    | Urs Fankhauser, Urs Bitterli Tim. Beat Wirz           | 8'29"98 |      |

| Pos. | Nazione      | Atleti                                                    | Totale  | Nota |
| ---- | ------------ | --------------------------------------------------------- | ------- | ---- |
| 1    | Germania Est | Helmut Wollmann, Wolfgang Gunkel Tim. Klaus Neubert       | 8'01"82 | Q    |
| 2    | Italia       | Primo Baran, Renzo Sambo Tim. Bruno Cipolla               | 8'03"00 | Q    |
| 3    | Paesi Bassi  | Herman Suselbeek, Hadriaan van Nes Tim. Roderick Rijnders | 8'18"78 |      |
| 4    | Danimarca    | Jørn Krab, Harry Jørgensen Tim. Preben Krab               | 8'21"42 |      |
| 5    | Messico      | José Luis Álvarez, Juan Sáinz Tim. Armando Castro         | 8'28"41 |      |
| 6    | Perù         | Lauro Pacussich, Héctor Menacho Tim. Juan López           | 8'49"26 |      |

### Recuperi
| Pos. | Nazione     | Atleti                                                    | Totale  | Nota |
| ---- | ----------- | --------------------------------------------------------- | ------- | ---- |
| 1    | Paesi Bassi | Herman Suselbeek, Hadriaan van Nes Tim. Roderick Rijnders | 7'52"43 | Q    |
| 2    | Svizzera    | Urs Fankhauser, Urs Bitterli Tim. Beat Wirz               | 8'01"57 | Q    |
| 3    | Argentina   | Rostislav Peterka, Diego Nedelcu Tim. Carlos Otero        | 8'03"62 | Q    |
| 4    | Messico     | José Luis Álvarez, Juan Sáinz Tim. Armando Castro         | 8'08"05 |      |
| 5    | Uruguay     | José Ahlers, Emilio Ahlers Tim. Luis Colman               | 8'11"88 |      |
| 6    | Spagna      | Ángel Urrutia, Miguel Solano Tim. Filiberto Marco         | 8'24"17 |      |

| Pos. | Nazione          | Atleti                                           | Totale  | Nota |
| ---- | ---------------- | ------------------------------------------------ | ------- | ---- |
| 1    | Danimarca        | Jørn Krab, Harry Jørgensen Tim. Preben Krab      | 7'52"83 | Q    |
| 2    | Cuba             | Mario Tabio, Teófilo López Tim. Jesús Rosello    | 7'57"01 | Q    |
| 3    | Unione Sovietica | Leonid Drachevsky, Tiit Helmja Tim. Igor Rudakov | 8'06"14 | Q    |
| 4    | Perù             | Lauro Pacussich, Héctor Menacho Tim. Juan López  | 8'25"90 |      |
| 5    | Francia          | Yves Fraisse, Joseph Szostak Tim. Richard Lippi  | ST      |      |
| 6    | Cecoslovacchia   | Karel Kolesa, Ivan Miluška Tim. Karel Kovář      | ST      |      |

### Semifinali
| Pos. | Nazione      | Atleti                                                       | Totale  | Nota |
| ---- | ------------ | ------------------------------------------------------------ | ------- | ---- |
| 1    | Germania Est | Helmut Wollmann, Wolfgang Gunkel Tim. Klaus Neubert          | 8'00"75 | Q    |
| 2    | Paesi Bassi  | Herman Suselbeek, Hadriaan van Nes Tim. Roderick Rijnders    | 8'01"19 | Q    |
| 3    | Stati Uniti  | Bill Hobbs, Richard Edmunds Tim. Stewart MacDonald           | 8'03"74 | Q    |
| 4    | Romania      | Gheorghe Moldoveanu, Ştefan Tarasov Tim. Ladislau Lovrenschi | 8'05"52 |      |
| 5    | Argentina    | Rostislav Peterka, Diego Nedelcu Tim. Carlos Otero           | 8'09"75 |      |
| 6    | Cuba         | Mario Tabio, Teófilo López Tim. Jesús Rosello                | 8'11"82 |      |

| Pos. | Nazione          | Atleti                                                | Totale  | Nota |
| ---- | ---------------- | ----------------------------------------------------- | ------- | ---- |
| 1    | Italia           | Primo Baran, Renzo Sambo Tim. Bruno Cipolla           | 7'59"95 | Q    |
| 2    | Danimarca        | Jørn Krab, Harry Jørgensen Tim. Preben Krab           | 8'02"78 | Q    |
| 3    | Germania Ovest   | Bernhard Hiesinger, Rolf Hartung Tim. Lutz Benter     | 8'05"49 | Q    |
| 4    | Unione Sovietica | Leonid Drachevsky, Tiit Helmja Tim. Igor Rudakov      | 8'06"39 |      |
| 5    | Bulgaria         | Georgi Atanasov, Georgi Nikolov Tim. Veselin Staevski | 8'06"41 |      |
| 6    | Svizzera         | Urs Fankhauser, Urs Bitterli Tim. Beat Wirz           | 8'55"81 |      |

### Finale B
| Pos. | Nazione          | Atleti                                                       | Totale  | Nota |
| ---- | ---------------- | ------------------------------------------------------------ | ------- | ---- |
| 7    | Svizzera         | Urs Fankhauser, Urs Bitterli Tim. Beat Wirz                  | 7'57"21 |      |
| 8    | Bulgaria         | Georgi Atanasov, Georgi Nikolov Tim. Veselin Staevski        | 7'58"10 |      |
| 9    | Romania          | Gheorghe Moldoveanu, Ştefan Tarasov Tim. Ladislau Lovrenschi | 8'04"38 |      |
| 10   | Cuba             | Mario Tabio, Teófilo López Tim. Jesús Rosello                | 8'04"90 |      |
| 11   | Argentina        | Rostislav Peterka, Diego Nedelcu Tim. Carlos Otero           | 8'06"91 |      |
| -    | Unione Sovietica | Leonid Drachevsky, Tiit Helmja Tim. Igor Rudakov             |         | DNS  |

### Finale A
| Pos.    | Nazione        | Atleti                                                    | Totale  | Nota |
| ------- | -------------- | --------------------------------------------------------- | ------- | ---- |
| Oro     | Italia         | Primo Baran, Renzo Sambo Tim. Bruno Cipolla               | 8'04"81 |      |
| Argento | Paesi Bassi    | Herman Suselbeek, Hadriaan van Nes Tim. Roderick Rijnders | 8'06"80 |      |
| Bronzo  | Danimarca      | Jørn Krab, Harry Jørgensen Tim. Preben Krab               | 8'08"07 |      |
| 4       | Germania Est   | Helmut Wollmann, Wolfgang Gunkel Tim. Klaus Neubert       | 8'08"22 |      |
| 5       | Stati Uniti    | Bill Hobbs, Richard Edmunds Tim. Stewart MacDonald        | 8'12"60 |      |
| 6       | Germania Ovest | Bernhard Hiesinger, Rolf Hartung Tim. Lutz Benter         | 8'41"51 |      |